# M59 APC

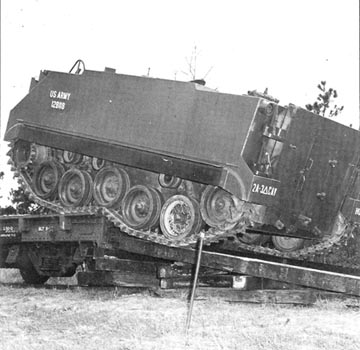
M59 beim Verladen über Kopframpe

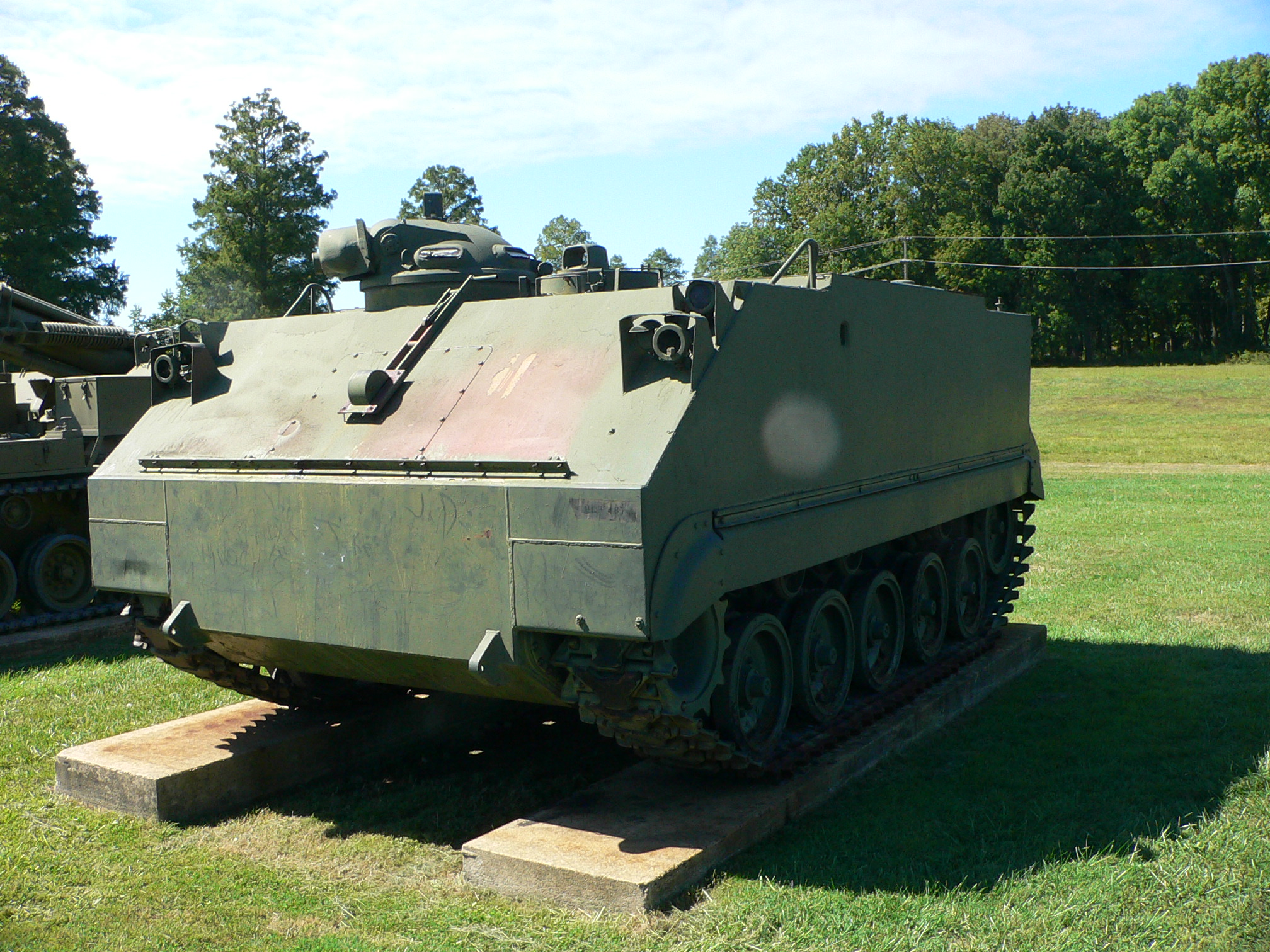
M59 im Ordnance Museum (Aberdeen / Maryland)

Der M59 war ein gepanzertes Mannschaftstransportfahrzeug (engl. APC: Armored  Personnel Carrier, auch als AIV – Armored Infantry Vehicle bezeichnet) der US Army, das von der FMC Corp. produziert wurde, von 1954 bis Ende 1989 im Dienst. Es wurden ca. 6300 Fahrzeuge hergestellt.
Nachdem sich der M75 als Nachfolger des M3-Halbkettenfahrzeuges als völlig untauglich und viel zu teuer erwiesen hatte, begannen bereits noch während dessen Einführungsphase die Entwicklungsarbeiten an einem Folgemodell.

## Technik
Der M59 wurde völlig neu konzipiert, Motor und Getriebe wurden vom Kampfraum abgeschottet, im Heck befand sich eine große Rampe mit einer Mannluke. Das Dach des Mannschaftsraumes war ebenfalls mit Luken ausgestattet. Bedingt durch die Form des Buges besaß das schwimmfähige Fahrzeug über der Motorklappe eine zusätzliche hölzerne Trimmplatte, die bei Wasserfahrt vom Fahrer über ein Hebelsystem von Hand aufgerichtet werden musste. Das erste Baulos besaß keine Kommandantenkuppel, sondern eine drehbare Lafette für ein  12,7-mm-Maschinengewehr Browning M2. In dieser Variante konnten 1470 Schuss Munition mitgeführt werden.
Im zweiten Baulos stattete man das Fahrzeug dann mit einer Kommandantenkuppel aus; hier wurden die vorher verwendeten Kinon-Sichtblöcke durch Winkelspiegel ersetzt. Das Maschinengewehr befand sich aber außerhalb der Kuppel und somit nach wie vor nicht unter Panzerschutz. Erst mit der Einführung des dritten Bauloses wurde die Bewaffnung nach innen verlegt, man verwendete hier die etwas niedrigere Kuppel M13.
Die Weiterentwicklung zum M113 lässt sich an der Form bereits deutlich erkennen.

## Technische Daten
| Schützenpanzer M59            | Schützenpanzer M59                                             |
| ----------------------------- | -------------------------------------------------------------- |
| Technische Daten              |                                                                |
| Einführungsjahr:              | 1953                                                           |
| Besatzung:                    | Kommandant, Fahrer, 10 Infanteristen                           |
| Maße                          |                                                                |
| Panzerung:                    | 15,9 mm                                                        |
| Länge:                        | 5613 mm                                                        |
| Breite über Kette:            | 3264 mm                                                        |
| Höhe über Kuppel:             | 2769 mm                                                        |
| Gefechtsgewicht:              | 19,3 t                                                         |
| Antrieb                       |                                                                |
| Motorleistung:                | 215 kW (292 PS) bei 3600/min                                   |
| Motor:                        | Twin GMC Model 302, 6-Zylinder-4-Takt-Benzinmotor              |
| Fahrbereich (Straße):         | ca. 190 km                                                     |
| Geschwindigkeit:              | 51 km/h                                                        |
| Wasserfahrgeschwindigkeit:    | 6,9 km/h                                                       |
| Kletterfähigkeit:             | ca. 460 mm                                                     |
| Grabenüberschreitfähigkeit:   | ca. 170 mm                                                     |
| Steigfähigkeit:               | 60 %                                                           |
| Bodendruck:                   | 0,59 kg/cm²                                                    |
| Kette:                        | Scharnierkette mit auswechselbaren Gummipolstern Typ T91E3     |
| Kettenbreite:                 | 530 mm                                                         |
| Anzahl der Kettenglieder:     | 72                                                             |
| Auflagelänge der Kette:       | 3079 mm                                                        |
| Wendekreis:                   | 9100 mm                                                        |
| Getriebe:                     | Twin Hydramatic Model 301MG (4 Vorwärtsgänge, 1 Rückwärtsgang) |
| Federung:                     | Drehstab                                                       |
| Antrieb:                      | Frontantrieb – Triebrad mit 12 Zähnen                          |
| Bodenfreiheit:                | 457 mm                                                         |
| Steuerung:                    | Lenkhebel                                                      |
| Bewaffnung:                   |                                                                |
| Hauptbewaffnung:              | 1 Maschinengewehr Browning M2 12,7 mm                          |
| Sekundärbewaffnung:           | keine                                                          |
| Munitionsvorrat 1. Baulos:    | 1470 Schuss                                                    |
| Munitionsvorrat ab 2. Baulos: | 2205 Schuss                                                    |